# Innaarsuit
Innaarsuit [ˌiˈnːɑːsːuit] (nach alter Rechtschreibung Ivnârssuit) ist eine grönländische Siedlung im Distrikt Upernavik in der Avannaata Kommunia.

## Lage
Innaarsuit liegt an der Nordwestküste einer gleichnamigen Halbinsel etwa 46 Kilometer nördlich des Distrikthauptorts Upernavik. Der nächstgelegene bewohnte Ort ist das neun Kilometer südöstlich gelegene Naajaat.

## Geschichte
Innaarsuit wurde zwischen 1910 und 1912 besiedelt. Damals kam eine Familie aus Eqqorleq an den Ort und ließ sich hier nieder. 1918 lebten nur acht Personen in Innaarsuit, nämlich der Familienvater mit seiner Frau, seinen zwei Söhnen und vier Töchtern. Sie lebten in einem großen und gut ausgestatteten Haus. Kurze Zeit hatte eine zweite Familie am Ort gewohnt, die aber bald wegzog. Ab 1911 gehörte Innaarsuit zur Gemeinde Qassersuaq. Als der Udsted in den 1920er Jahren aufgegeben wurde, wurde die Gemeinde zur Gemeinde Tussaaq. Bis 1950 stieg die Einwohnerzahl auf knapp 30 Personen an. 1960 waren es schon 46, bevor die Einwohnerzahl stark anstieg.
1950 wurde Innaarsuit Teil der neuen Gemeinde Upernavik. Es gab lediglich einen privaten Kiosk, aber keinen Laden, sodass die Bewohner zum Handeln nach Tussaaq fahren mussten. Erst 1985 erhielt Innaarsuit offiziell den Dorfstatus, woraus resultierte, dass Tussaaq an Bedeutung verlor und schließlich aufgegeben wurde. Bei der Verwaltungsreform 2009 fiel Innaarsuit an die Qaasuitsup Kommunia. Seit 2018 gehört der Ort zur Avannaata Kommunia.
Am 13. Juli 2018 mussten Bewohner aus Teilen der Siedlung für einige Tage in höhere Gebiete evakuiert werden, da ein über 100 Meter hoher Eisberg direkt vor Innaarsuit zu kalben drohte.

## Wirtschaft
Innaarsuit lebt von der Jagd und vom Fischfang. Besonders wichtig ist der Fang des Schwarzen Heilbutts.

## Infrastruktur und Versorgung
Der Hafen von Innaarsuit liegt im Süden der Siedlung, von wo aus sich die Bebauung ausgebreitet hat. Dort liegen windgeschützt Jollen und kleine Boote auf einer Kailänge von neun Metern bei einer Wassertiefe von zwei Metern. Zudem liegt im Norden des Ortes der Heliport Innaarsuit. Weitere Transportmöglichkeiten sind Hundeschlitten oder Schneemobile.
In Innaarsuit gibt es eine Pilersuisoq-Filiale, die die Bewohner mit Lebensmitteln und anderen Gütern versorgt. Strom wird von Nukissiorfiit durch ein Dieselkraftwerk gewonnen und Wärme durch Ölöfen. 2002 wurde ein Rohrsystem für die Wasserversorgung geschaffen. Der Müll wird ins Meer gekippt oder deponiert. Die Telekommunikation wird durch TELE Greenland bereitgestellt.

## Bebauung
In Innaarsuit gibt es eine unter anderem eine Schulkapelle und ein Servicegebäude. Die Schule Fiilimuup Atuarfia beherbergt etwa 25 Schüler von der ersten bis zur achten Klassen. Ein Gebäude im Ort ist geschützt.

## Bevölkerungsentwicklung
Bis in die 1950er Jahre lebten nur etwa 30 Personen in Innaarsuit. Seitdem steigt die Bevölkerungszahl jedoch stark an. Innaarsuit ist der Ort mit dem größten prozentualen Einwohnerzuwachs (+ 150,0 %) seit 1977 in Grönland, was vor allem für Dörfer im Zuge der starken Urbanisierungstendenzen in Grönland ungewöhnlich ist.